# Volker Schulze
Volker Schulze (* 20. Oktober 1939 in Gevelsberg, Westfalen) ist ein deutscher Fachpublizist, Historiker und Buchautor.

## Leben
Nach dem Abitur 1960 am Städtischen Gymnasium in Gevelsberg volontierte Schulze ein Jahr lang bei der Gevelsberger Zeitung/Ennepetaler Zeitung; danach setzte er sein Redaktionsvolontariat studienbegleitend fort. In Frankfurt am Main, Münster und Dortmund studierte er anschließend bis 1968 Geschichte, Publizistik, Germanistik und Öffentliches Recht. Volker Schulze lebt in Meckenheim bei Bonn. Er ist mit der Journalistin Christine Schulze verheiratet und Vater dreier erwachsener Töchter.

## Berufliche Arbeit
Parallel zu seinem Studium arbeitete Schulze zunächst als wissenschaftliche Hilfskraft am Institut für Publizistik der Universität Münster, von 1965 bis 1966 als studentischer Redakteur beim Semesterspiegel, dann als freier Journalist und Redakteur bei Zeitungen im Ruhrgebiet. 1969 wechselte er in die Geschäftsstelle beim Bundesverband Deutscher Zeitungsverleger (BDZV), wo er die Leitung der Pressestelle übernahm. Weitere Stationen innerhalb des BDZV: von 1976 bis 1980 Geschäftsführer des Landesverbandes NRW, von 1980 bis 1995 Geschäftsführer und danach bis 2005 Hauptgeschäftsführer des BDZV.
In die Jahre von 1970 bis 2005 fällt die Hauptzahl seiner medienwissenschaftlichen, medienpraktischen und historischen Veröffentlichungen. Nach seiner an der Universität Dortmund berufsbegleitend verfassten Promotion zum Dr. phil. (1993) über ein medienpolitisches Thema hatte Schulze Lehraufträge an den Universitäten Dortmund, Düsseldorf und Berlin. Für den BDZV und dessen Landesverbände baute Schulze die Akademie Berufliche Bildung der deutschen Zeitungsverlage auf. Sie hat das Ziel, Redaktionsvolontäre fachlich fundiert zu begleiten und Journalisten fortzubilden. Ein Teil des Lehrmaterials entstand in der ZV Zeitungsverlag GmbH, deren Geschäftsführung Schulze bis 2002 hatte.

## Nebentätigkeiten
Schulze war fast 20 Jahre lang ehrenamtlich Geschäftsführer des Kuratoriums für den Theodor-Wolff-Preis, den Journalistenpreis der deutschen Tageszeitungen. Im Jahr 2000 wurde er in die Jury des Journalistenpreises „Pro Ehrenamt“ der Stadt Neuss berufen, der er noch angehört. Von 2006 bis 2012 war Schulze Mitglied der Jury von „Durchblick – Preis für Bürger- und Verbrauchernähe“ des Bundesverbandes deutscher Anzeigenblätter.
Volker Schulze ist Mitglied der Deutschen Gesellschaft für Publizistik- und Kommunikationswissenschaft, der Gesellschaft Katholischer Publizisten und des Rotary-Clubs Bonn-Rheinbach.

## Auszeichnungen
1995 erhielt Schulze das Bundesverdienstkreuz am Bande.

## Schriften
- Volker Schulze: Der Bundesverband Deutscher Zeitungsverleger. Ämter und Organisationen in der Bundesrepublik Deutschland. Boldt-Verlag, Boppard 1971. (Drei erweiterte Auflagen im Droste-Verlag, Düsseldorf)
- Volker Schulze: Der deutsche Merkur. In: Heinz-Dietrich Fischer (Hrsg.): Deutsche Zeitschriften des 17. bis 20. Jahrhunderts. Verlag Dokumentation, Pullach/München 1973.
- Volker Schulze: Paul Singer – sozialdemokratischer Politiker und Verleger. In: Publizistik, 19. Jg./Nr. 2, Konstanz 1974, S. 200–208.
- Volker Schulze und Karl Hugo Pruys: Macht und Meinung. Aspekte der SPD-Medienpolitik. Verlag Wissenschaft und Politik, Köln 1975.
- Volker Schulze: Vorwärts von 1876 – 1940. In: Günter Grunwald und Friedhelm Merz (Hrsg.): Vorwärts 1876 bis 1976. Ein Querschnitt in Faksimiles. J.H.W. Dietz-Verlag Berlin und Bonn 1976, S. IX–XV.
- Volker Schulze: Frühe kommunale Kinos und die Kinoreformbewegung bis zum Ende des ersten Weltkrieges. In Publizistik, 22. Jg./Nr. 1, Konstanz 1977, S. 61–71.
- Peter Brand und Volker Schulze: Medienkundliches Handbuch Die Zeitung. Westermann-Verlag, Braunschweig 1982.
- Volker Schulze: Die Zeitung. Ein medienkundlicher Leitfaden, Aachen 1985. (seither elf aktualisierte Auflagen)
- Bernhand Boll, Hans Süssmuth, Volker Schulze (Hrsg.): Zeitungsland Nordrhein-Westfalen. Geschichte, Profile, Struktur. ZV Zeitungsverlag GmbH, Bonn 1993.
- Volker Schulze: Im Interesse der Zeitung. Zur Kommunikationspolitik des Bundesverbandes Deutscher Zeitungsverleger. Institut für Medienentwicklung und Kommunikation GmbH der Frankfurter Allgemeinen Zeitung, Frankfurt 1995.
- Volker Schulze: Wege zum Journalismus. ZV-Verlag Bonn 1994, 10. Auflage, Berlin 2000.
- Volker Schulze: Die Zukunft der Zeitung aus Verlagsperspektive. In: Martin Welke und Jürgen Wilke (Hrsg.): 400 Jahre Zeitung. Die Entwicklung der Tagespresse im internationalen Kontext. Edition lumiére, Bremen 2008, S. 491–498.
- „Verteilzeitungen.“ In: Peter Schiwy, Walter J. Schütz, Dieter Dörr (Hrsg.): Medienrecht. Lexikon für Praxis und Wissenschaft. Carl Heymanns Verlag, Köln, 5. Auflage 2010, ISBN 978-3-452-27153-2, S. 712–718.
- Berg. Biographie einer Gemeinde in der Ahr-Eifel. Vektor Verlag, Grafschaft 2011. ISBN 978-3-929304-59-6